# Page of Life
Page of Life es el cuarto álbum de estudio de Jon and Vangelis. Fue publicado en 1991 por Arista Records / BMG en Europa, siendo reeditado en los Estados Unidos el año 1998 con una canción adicional,«Change We Must».

## Recepción
Allmusic describe a las canciones como un «asombroso escaparate» de la interpretación de Jon Anderson y de la instrumentación de Vangelis. También califica a las letras como una «inteligente crítica social»;  especialmente las canciones «Garden of Senses», «Anyone Can Light a Candle» y «Is It Love», describiendo a esta última como «enigmática y elegante».
El Kitchener-Waterloo Record describe el álbum como «un disco completamente agradable», siendo la canción que le da título de «no solo de letra espléndida, sino una magnífica interpretación vocal e instrumental». El Record también alaba la guitarra interpretada por Vangelis en la quinta pista, "Little Guitar". Debe aclararse que no se trata de una guitarra "física" sino "virtual" ejecutada desde el teclado, lo que se deduce de la falta del ruido que produce naturalmente el arrastre de los dedos de la mano izquierda sobre las bordonas o tres cuerdas más graves.

## Lista de canciones
Todas las letras escritas por Jon Anderson, toda la música compuesta por Vangelis. 
| Lista de canciones de la edición en Europa (1991) |                             |          |  |
| N.º                                               | Título                      | Duración |  |
| 1.                                                | «Wisdom Chain»              | 5:21     |  |
| 2.                                                | «Page Of Life»              | 3:16     |  |
| 3.                                                | «Money»                     | 6:07     |  |
| 4.                                                | «Jazzy Box»                 | 3:14     |  |
| 5.                                                | «Garden Of Senses»          | 6:23     |  |
| 6.                                                | «Is It Love»                | 4:27     |  |
| 7.                                                | «Anyone Can Light A Candle» | 3:46     |  |
| 8.                                                | «Be A Good Friend Of Mine»  | 4:14     |  |
| 9.                                                | «Shine For Me»              | 4:10     |  |
| 10.                                               | «Genevieve»                 | 3:48     |  |
| 11.                                               | «Journey To Ixtlan»         | 5:50     |  |
| 12.                                               | «Little Guitar»             | 1:45     |  |

| Lista de canciones de la reedición estadounidense (1998) |                             |          |  |
| N.º                                                      | Título                      | Duración |  |
| 1.                                                       | «Change We Must»            | 6:28     |  |
| 2.                                                       | «Anyone Can Light A Candle» | 3:43     |  |
| 3.                                                       | «Page Of Life»              | 3:17     |  |
| 4.                                                       | «Money»                     | 5:43     |  |
| 5.                                                       | «Little Guitar»             | 1:42     |  |
| 6.                                                       | «Garden Of Senses»          | 6:32     |  |
| 7.                                                       | «Genevieve»                 | 3:45     |  |
| 8.                                                       | «Shine For Me»              | 4:01     |  |
| 9.                                                       | «Wisdom Chain»              | 10:44    |  |

## Personal

### Músicos
- Jon Anderson: voz
- Vangelis: teclados,sintetizadores, programación

### Producción
- Vangelis: productor y arreglos